# 春日出北
春日出北（かすができた）は、大阪府大阪市此花区にある町名。現行行政地名は春日出北一丁目から春日出北三丁目。

## 地理
此花区の中央部に位置し、東に四貫島、西に島屋、南に春日出中、北に酉島、北東に伝法と接している。

### 河川
- 正蓮寺川

## 歴史
この一帯は江戸時代に雑賀屋七兵衛によって開発され、春日出新田と呼ばれた地域である（春日出中参照）。
現行行政地名の「春日出北」は、1975年（昭和50年）の住居表示実施とともに設置（大阪市の地名参照）。

## 世帯数と人口
2019年（平成31年）3月31日現在の世帯数と人口は以下の通りである。
| 丁目           | 世帯数    | 人口    |
| -------------- | --------- | ------- |
| 春日出北一丁目 | 856世帯   | 1,393人 |
| 春日出北二丁目 | 647世帯   | 1,253人 |
| 春日出北三丁目 | 556世帯   | 1,069人 |
| 計             | 2,059世帯 | 3,715人 |

### 人口の変遷
国勢調査による人口の推移。
| 1995年（平成7年）  | 5,308人 | [ 6 ]  |  |
| 2000年（平成12年） | 4,555人 | [ 7 ]  |  |
| 2005年（平成17年） | 4,132人 | [ 8 ]  |  |
| 2010年（平成22年） | 3,783人 | [ 9 ]  |  |
| 2015年（平成27年） | 3,589人 | [ 10 ] |  |

### 世帯数の変遷
国勢調査による世帯数の推移。
| 1995年（平成7年）  | 2,193世帯 | [ 6 ]  |  |
| 2000年（平成12年） | 1,950世帯 | [ 7 ]  |  |
| 2005年（平成17年） | 1,868世帯 | [ 8 ]  |  |
| 2010年（平成22年） | 1,772世帯 | [ 9 ]  |  |
| 2015年（平成27年） | 1,729世帯 | [ 10 ] |  |

## 事業所
2016年（平成28年）現在の経済センサス調査による事業所数と従業員数は以下の通りである。
| 丁目           | 事業所数  | 従業員数 |
| -------------- | --------- | -------- |
| 春日出北一丁目 | 131事業所 | 779人    |
| 春日出北二丁目 | 74事業所  | 521人    |
| 春日出北三丁目 | 27事業所  | 216人    |
| 計             | 232事業所 | 1,516人  |

## 交通
- 国道43号
- 北港通

## 施設
- 此花区役所（一丁目）
- 此花警察署（一丁目）
  - 此花警察署 春日出交番（三丁目）
- 大阪市消防局此花消防署（一丁目）
- 此花郵便局（二丁目）
- 大阪市立梅香中学校（三丁目）
- 関西みらい銀行 春日出プラザ（一丁目）
- 此花公園（一丁目）
- 春日出北公園（一丁目）
- 市営春日出住宅（二丁目）
- 特別養護老人ホーム クレーネ大阪（一丁目）
- 恩貴島抽水所（三丁目）
- 浄宗寺（一丁目）

## その他

### 日本郵便
- 〒554-0021[3]（集配局：此花郵便局[12]）